# Medophron scabrosus
Medophron scabrosus là một loài tò vò trong họ Ichneumonidae.